# Adelgonda di Braganza
Adelgonda di Braganza, il cui nome completo era Adelgonda di Gesù Maria Francesca d'Assisi e di Paola Adelaide Eulalia Leopoldina Carlotta Michela Raffaella Gabriella Gonzaga Agnese Isabella Avelina Anna Stanislaa Sofia Bernardina (Wertheim, 10 novembre 1858 – Berna, 15 aprile 1946), fu la quinta figlia (e quarta femmina) di Michele del Portogallo e della moglie Adelaide di Löwenstein-Wertheim-Rosenberg.
Per nascita membro della dinastia di Braganza, Adelgonda divenne un membro del Casato di Borbone-Parma attraverso il suo matrimonio con il principe Enrico di Borbone-Parma, conte di Bardi. Fu inoltre reggente del pretendente michelista al trono e per questo motivo le fu concesso il titolo di Duchessa di Guimarães, solitamente riservato al capo della casata.

## Biografia

### Matrimonio
Adelgonda sposò il principe Enrico di Borbone-Parma, conte di Bardi, figlio di Carlo III, duca di Parma e di sua moglie, la principessa Luisa Maria di Borbone-Francia; la cerimonia venne officiata il 15 ottobre 1876 a Salisburgo. La loro unione non produsse discendenza, anche se ella andò incontro a nove aborti. Enrico era stato sposato in precedenza con la principessa Maria Luisa Immacolata di Borbone-Due Sicilie, morta nel 1874, all'età di diciannove anni, tre mesi dopo il matrimonio.

### Reggenza in assenza
Tra il 1920 ed il 1928 Adelgonda funse da reggente per conto del nipote e pretendente michelista al trono portoghese, Duarte Nuno, duca di Braganza, che aveva solo dodici anni quando il padre Michele rinunciò alla pretese al trono in favore del figlio. All'inizio della reggenza Adelgonda venne creata Duchessa di Guimarães. Nel 1921 essa pubblicò un manifesto che sottolineava gli obiettivi della Casa di Braganza per la restaurazione della monarchia in Portogallo.
Dopo la morte di Enrico, avvenuta nel 1905, Adelgonda traslocò e trascorse il resto della sua vita a Berna, in Svizzera, dove morì il 15 aprile 1946 all'età di ottantasette anni.

## Titoli nobiliari
- 10 novembre 1858 – 15 ottobre 1876: Sua Altezza Reale Infanta Adelgonda di Portogallo
- 15 ottobre 1876 – 14 aprile 1905: Sua Altezza Reale La Contessa di Bardi, Infanta di Portogallo
- 14 aprile 1905 – 1920: Sua Altezza Reale La Contessa Madre di Bardi, Infanta di Portogallo
- 1920 – 15 aprile 1946: Sua Altezza Reale La Duchessa di Guimarães, Contessa Madre di Bardi, Infanta di Portogallo

## Antenati
|                                                                  |                                                          |                                                                | Genitori                                  |  |  | Nonni |  |  | Bisnonni                  |  |  | Trisnonni                 |  |
|                                                                  |                                                          |                                                                |                                           |  |  |       |  |  | Pietro III del Portogallo |  |  | Giovanni V del Portogallo |  |
|                                                                  |                                                          |                                                                |                                           |  |  |       |  |  | Pietro III del Portogallo |  |  | Giovanni V del Portogallo |  |
|                                                                  |                                                          | Maria Anna d'Austria                                           |                                           |  |  |       |  |  | Pietro III del Portogallo |  |  |                           |  |
| Giovanni VI del Portogallo                                       |                                                          |                                                                |                                           |  |  |       |  |  | Pietro III del Portogallo |  |  |                           |  |
|                                                                  |                                                          | Maria I del Portogallo                                         | Giuseppe I del Portogallo                 |  |  |       |  |  |                           |  |  |                           |  |
|                                                                  |                                                          | Maria I del Portogallo                                         | Giuseppe I del Portogallo                 |  |  |       |  |  |                           |  |  |                           |  |
|                                                                  |                                                          | Maria I del Portogallo                                         | Marianna Vittoria di Borbone-Spagna       |  |  |       |  |  |                           |  |  |                           |  |
| Michele del Portogallo                                           |                                                          | Maria I del Portogallo                                         |                                           |  |  |       |  |  |                           |  |  |                           |  |
|                                                                  |                                                          | Carlo IV di Spagna                                             | Carlo III di Spagna                       |  |  |       |  |  |                           |  |  |                           |  |
|                                                                  |                                                          | Carlo IV di Spagna                                             | Carlo III di Spagna                       |  |  |       |  |  |                           |  |  |                           |  |
|                                                                  |                                                          | Carlo IV di Spagna                                             | Maria Amalia di Sassonia                  |  |  |       |  |  |                           |  |  |                           |  |
| Carlotta Gioacchina di Borbone-Spagna                            |                                                          | Carlo IV di Spagna                                             |                                           |  |  |       |  |  |                           |  |  |                           |  |
|                                                                  |                                                          | Maria Luisa di Borbone-Parma                                   | Filippo I di Parma                        |  |  |       |  |  |                           |  |  |                           |  |
|                                                                  |                                                          | Maria Luisa di Borbone-Parma                                   | Filippo I di Parma                        |  |  |       |  |  |                           |  |  |                           |  |
|                                                                  |                                                          | Maria Luisa di Borbone-Parma                                   | Elisabetta di Borbone-Francia             |  |  |       |  |  |                           |  |  |                           |  |
| Adelgonda di Braganza                                            |                                                          | Maria Luisa di Borbone-Parma                                   |                                           |  |  |       |  |  |                           |  |  |                           |  |
|                                                                  | Carlo Tommaso, Principe di Löwenstein-Wertheim-Rosenberg | Domenico Costantino, Principe di Löwenstein-Wertheim-Rochefort |                                           |  |  |       |  |  |                           |  |  |                           |  |
|                                                                  | Carlo Tommaso, Principe di Löwenstein-Wertheim-Rosenberg | Domenico Costantino, Principe di Löwenstein-Wertheim-Rochefort |                                           |  |  |       |  |  |                           |  |  |                           |  |
|                                                                  | Carlo Tommaso, Principe di Löwenstein-Wertheim-Rosenberg | Maria Leopoldina di Hohenlohe-Bartenstein                      |                                           |  |  |       |  |  |                           |  |  |                           |  |
| Costantino, Principe Ereditario di Löwenstein-Wertheim-Rosenberg | Carlo Tommaso, Principe di Löwenstein-Wertheim-Rosenberg |                                                                |                                           |  |  |       |  |  |                           |  |  |                           |  |
|                                                                  |                                                          | Sofia di Windisch-Grätz                                        | Giuseppe Nicola di Windisch-Grätz         |  |  |       |  |  |                           |  |  |                           |  |
|                                                                  |                                                          | Sofia di Windisch-Grätz                                        | Giuseppe Nicola di Windisch-Grätz         |  |  |       |  |  |                           |  |  |                           |  |
|                                                                  |                                                          | Sofia di Windisch-Grätz                                        | Leopoldina di Arenberg                    |  |  |       |  |  |                           |  |  |                           |  |
| Adelaide di Löwenstein-Wertheim-Rosenberg                        |                                                          | Sofia di Windisch-Grätz                                        |                                           |  |  |       |  |  |                           |  |  |                           |  |
|                                                                  |                                                          | Carlo Ludovico I di Hohenlohe-Langenburg                       | Cristiano Alberto di Hohenlohe-Langenburg |  |  |       |  |  |                           |  |  |                           |  |
|                                                                  |                                                          | Carlo Ludovico I di Hohenlohe-Langenburg                       | Cristiano Alberto di Hohenlohe-Langenburg |  |  |       |  |  |                           |  |  |                           |  |
|                                                                  |                                                          | Carlo Ludovico I di Hohenlohe-Langenburg                       | Carolina di Stolberg-Gedern               |  |  |       |  |  |                           |  |  |                           |  |
| Agnese di Hohenlohe-Langenburg                                   |                                                          | Carlo Ludovico I di Hohenlohe-Langenburg                       |                                           |  |  |       |  |  |                           |  |  |                           |  |
|                                                                  |                                                          | Amalia Enrichetta di Solms-Baruth                              | Giovanni Cristiano II di Solms-Baruth     |  |  |       |  |  |                           |  |  |                           |  |
|                                                                  |                                                          | Amalia Enrichetta di Solms-Baruth                              | Giovanni Cristiano II di Solms-Baruth     |  |  |       |  |  |                           |  |  |                           |  |
|                                                                  |                                                          | Amalia Enrichetta di Solms-Baruth                              | Federica di Reuss-Köstritz                |  |  |       |  |  |                           |  |  |                           |  |
|                                                                  |                                                          | Amalia Enrichetta di Solms-Baruth                              |                                           |  |  |       |  |  |                           |  |  |                           |  |